# Jõgela
Jõgela is een plaats in de Estlandse gemeente Saaremaa, provincie Saaremaa. De plaats heeft de status van dorp (Estisch: küla).
Tot in december 2014 behoorde Jõgela tot de gemeente Lümanda, tot in oktober 2017 tot de gemeente Lääne-Saare en sindsdien tot de fusiegemeente Saaremaa.

## Bevolking
Het dorp had 18 inwoners op 31 december 2011 en 20 inwoners op 31 december 2021.

## Ligging
De plaats ligt aan de westkust van het eiland Saaremaa. Katri pank, de kust bij Jõgela, bestaat uit kalksteen en heeft een beschermde status.

## Geschiedenis
Jõgela werd voor het eerst genoemd in 1731 onder de naam Iöggewelja Ado, een boerderij op het landgoed van Pilguse. Rond 1900 stond de plaats bekend als dorp onder de Russische naam Егела (‘Jegela’).
Omdat het landhuis van Pilguse geen nederzetting in de directe omgeving had, viel het onder de plaats Jõgela. In 1977 werden de buurdorpen Himmiste en Metsapere bij Jõgela gevoegd en kreeg het dorp de naam Pilguse. In 1997 werden Himmiste en Metsapere weer afzonderlijke dorpen, terwijl Pilguse weer de naam Jõgela kreeg.

### Het landgoed Pilguse
In 1558 gaf bisschop Johann von Münchhausen van het prinsbisdom Koerland aan Heinrich von Bellingshausen een stuk land aan de westkust van Saaremaa in leen. In 1568 gaf Magnus van Lijfland een belendend stuk land aan Bertram von Bellingshausen. De Estische naam Pilguse is afgeleid van Bellingshausen; de Duitse naam voor het landgoed was Hoheneichen.
De ontdekkingsreiziger Fabian Gottlieb von Bellingshausen, geboren in het nabij gelegen Lahetaguse, bracht zijn jeugd door op het landgoed.
Vanaf de late 18e eeuw was het landgoed achtereenvolgens in handen van de families von Luce, von Aderkas, von Nolcken en von Ruckteschell. In het begin van de 20e eeuw kwam het landgoed in handen van een Russische plattelandsbank.
Het landhuis van het landgoed werd gebouwd in het midden van de 18e eeuw. Het werd in 1909 verkocht en deed daarna tot in de jaren negentig dienst als psychiatrisch ziekenhuis. Sindsdien staat het leeg.
De vroegere stal is in gebruik als hotel en evenementenhal.

## Foto's

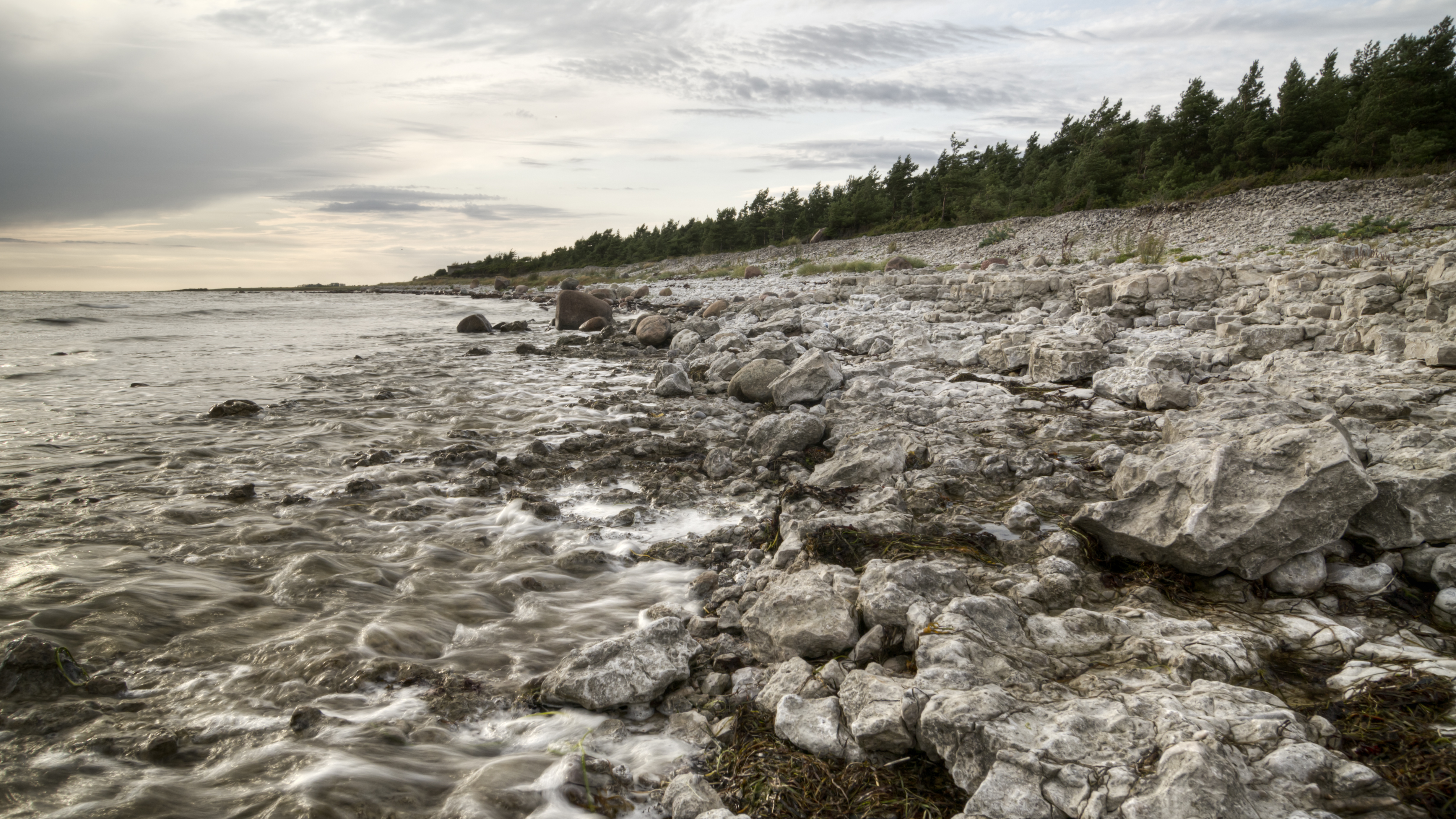
Katri pank, de kust bij Jõgela
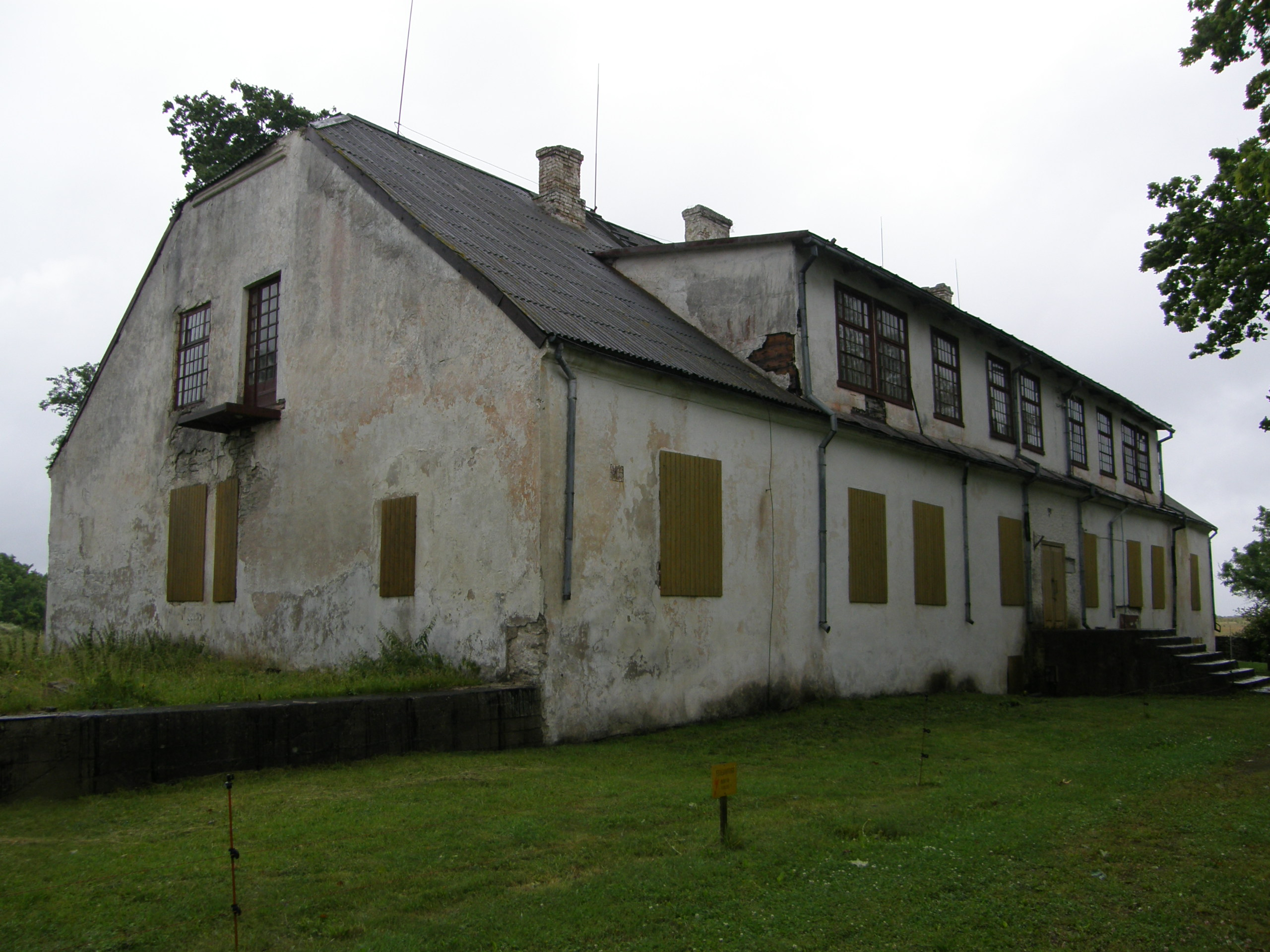
Landhuis Pilguse
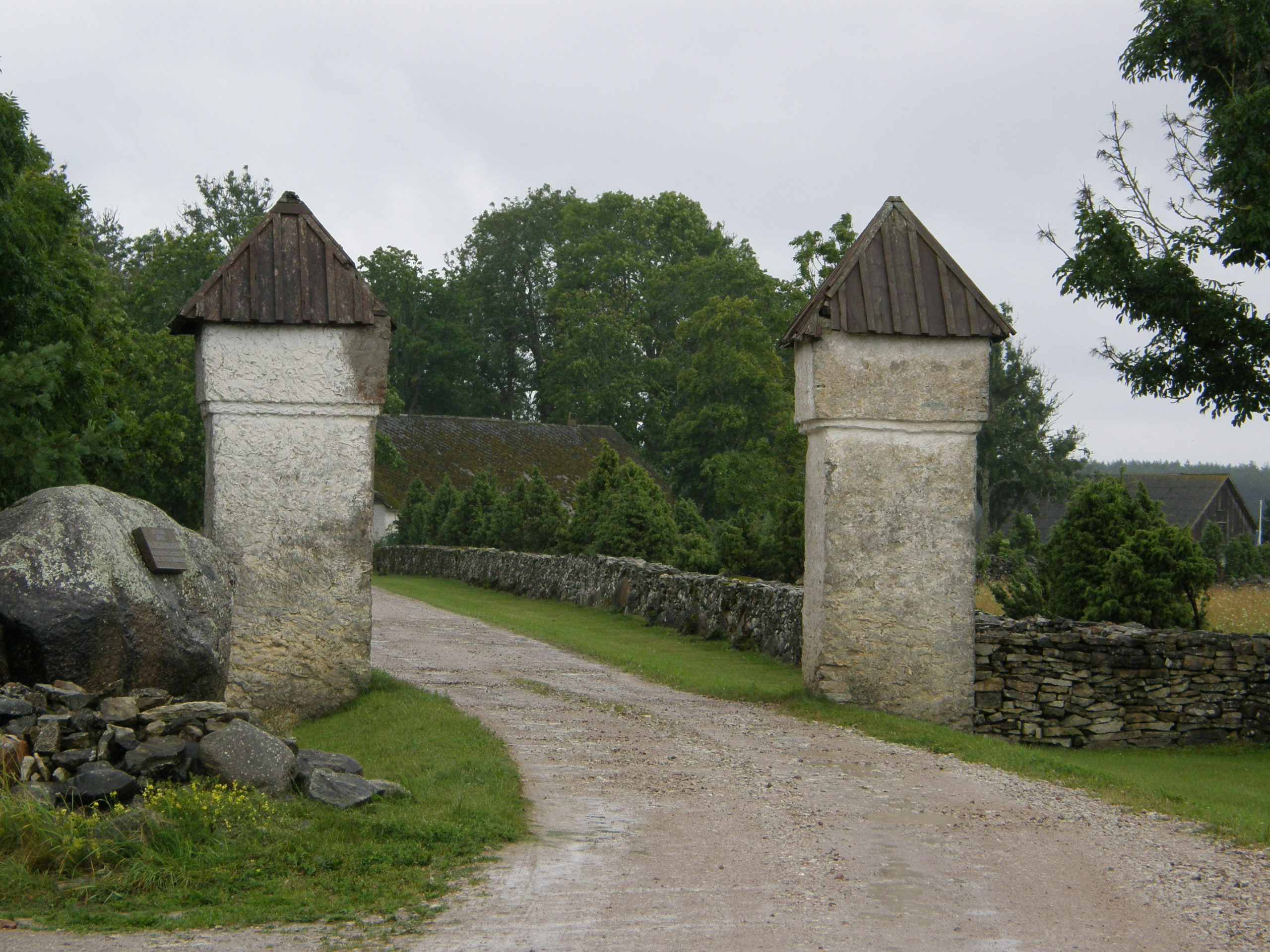
Toegangspoort
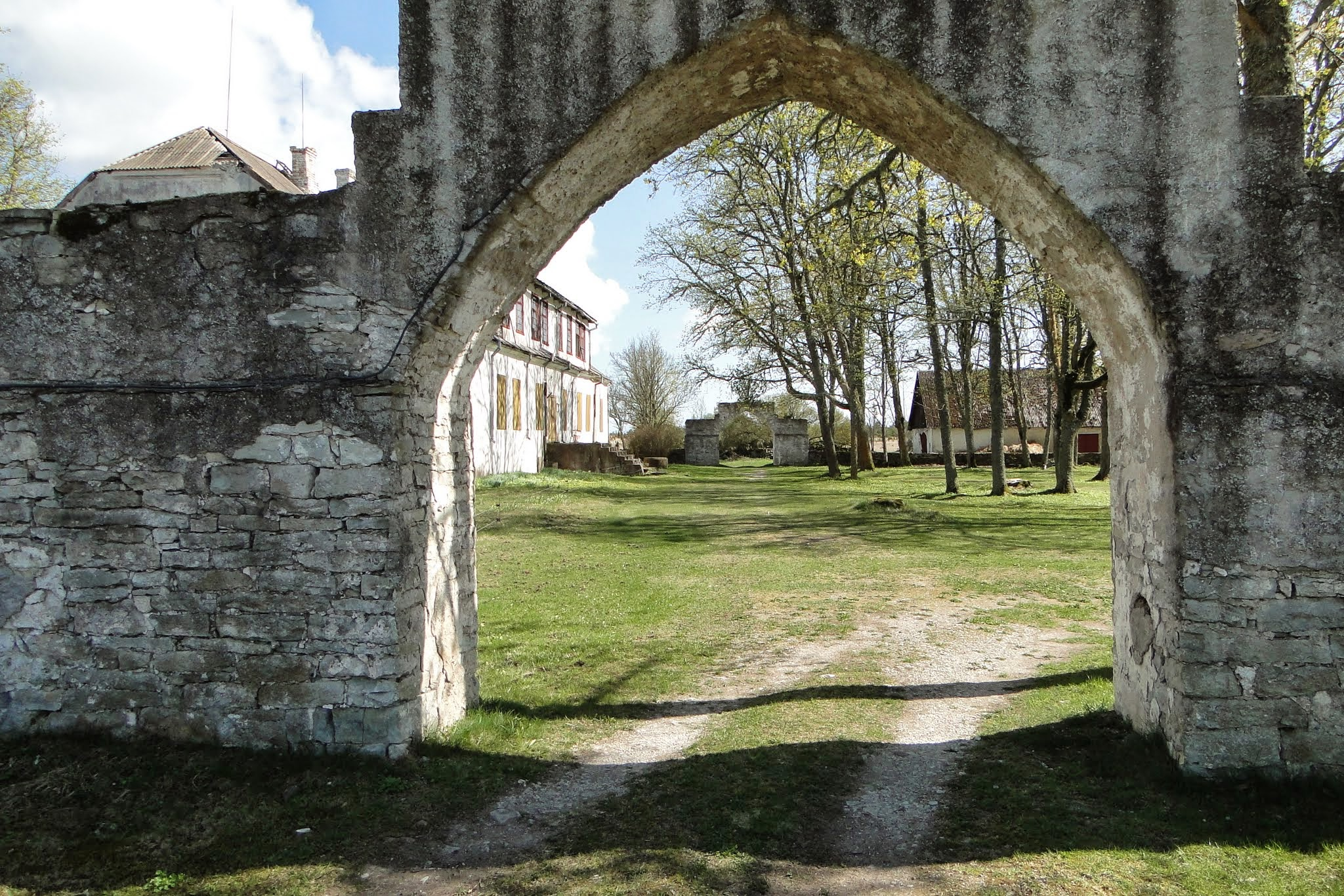
Toegangspoort bij de vroegere stal
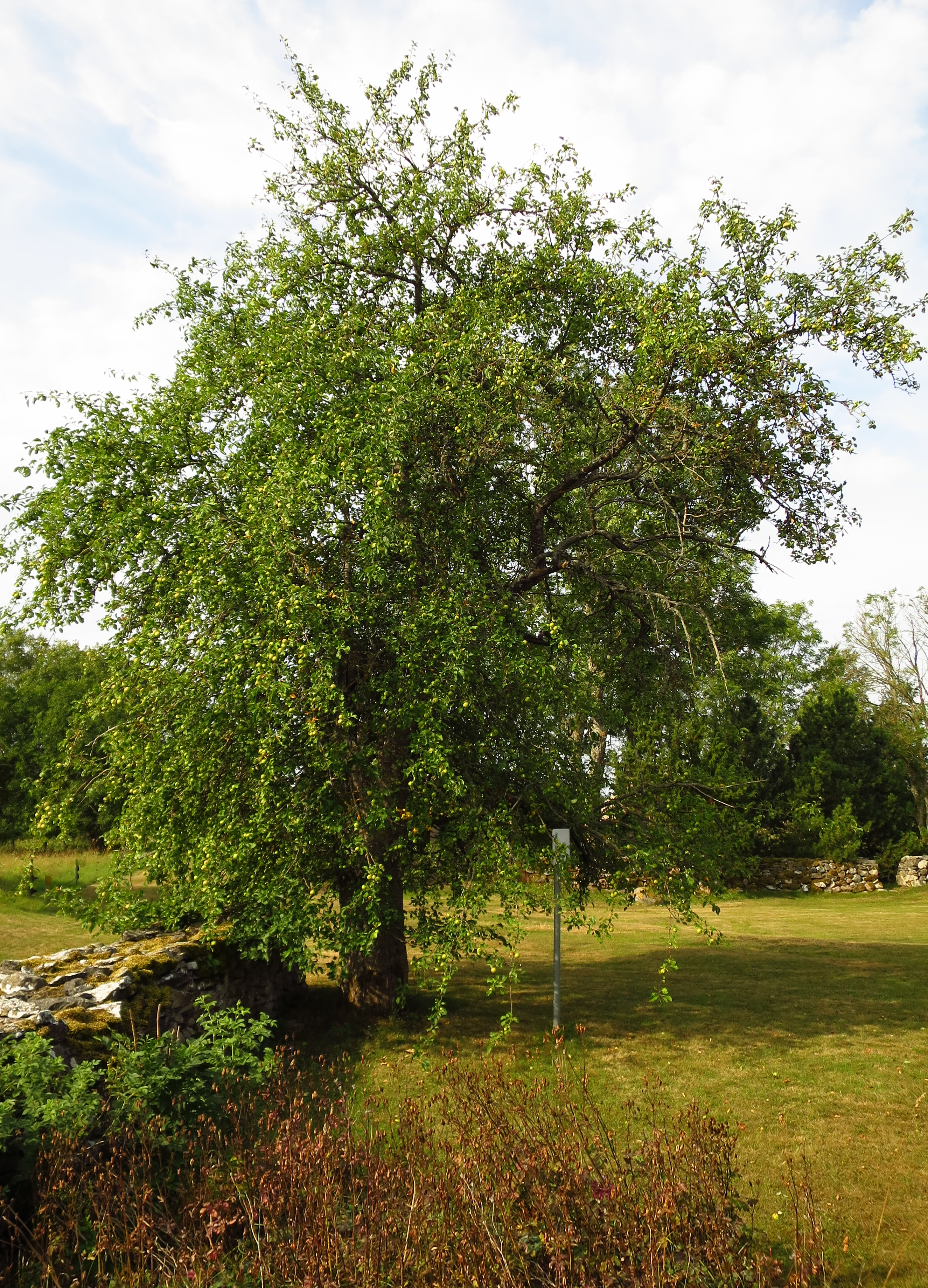
Wilde appel bij het landhuis